# Municipio de Solomon (condado de Graham)
El municipio de Solomon (en inglés: Solomon Township) es un municipio ubicado en el condado de Graham en el estado estadounidense de Kansas. En el año 2010 tenía una población de 193 habitantes y una densidad poblacional de 1,21 personas por km².

## Geografía
El municipio de Solomon se encuentra ubicado en las coordenadas 39°18′42″N 100°4′41″O / 39.31167, -100.07806. Según la Oficina del Censo de los Estados Unidos, el municipio tiene una superficie total de 159,05 km², de la cual 159,04 km² corresponden a tierra firme y (0,01 %) 0,01 km² es agua.

## Demografía
Según el censo de 2010, había 193 personas residiendo en el municipio de Solomon. La densidad de población era de 1,21 hab./km². De los 193 habitantes, el municipio de Solomon estaba compuesto por el 96,37 % blancos, el 1,04 % eran amerindios y el 2,59 % eran de una mezcla de razas. Del total de la población el 0 % eran hispanos o latinos de cualquier raza.